# Transformers (Zeichentrickserie)/Episodenliste
Die Liste der Episoden von Transformers umfasst eine Auflistung der Episoden der amerikanischen Zeichentrickserie Transformers, sortiert nach der US-Erstausstrahlungsreihenfolge.
Die Erstausstrahlung der Serie erfolgte in den Vereinigten Staaten, beginnend mit der 3-teiligen Mini-Serie die vom 17. bis 19. September 1984 gesendet wurde. Im Anschluss daran begann die Ausstrahlung der verbleibenden 13 Folgen der ersten Staffel. Bis 1987 wurden noch 3 weitere Staffeln produziert, welche die Episodenzahl der Serie auf 98 bringt. 1986 wurde zusätzlich ein Kinofilm zur Serie produziert, welcher eine Handlungsbrücke zwischen der zweiten und dritten Staffel schaffte.

In Deutschland wurden zwischen 1989 und 1992 39 Folgen der Serie auf RTL ausgestrahlt, wobei sich der Sender hauptsächlich auf die Folgen der dritten und vierten Staffel beschränkte. 1994 wurden 26 weitere Folgen in Form der Transformers: Generation 2 Serie ausgestrahlt, wobei 6 Folgen in diesem Rahmen neusynchronisiert wurden. Auch der Kinofilm wurde 1994 als Pilotfilm der Generation 2 Serie zum ersten Mal in Deutschland ausgestrahlt.

## Staffel 1
| Nr. (ges.) | Nr. (St.) | Deutscher Titel                   | Originaltitel                    | Erstausstrahlung USA | Deutschsprachige Erstausstrahlung (D) | Drehbuch                   | Prod. Code |
| ---------- | --------- | --------------------------------- | -------------------------------- | -------------------- | ------------------------------------- | -------------------------- | ---------- |
| 1          | 1         | Im Weltraum verschollen 1         | More than Meets the Eye - Part 1 | 17. Sep. 1984        | 30. Apr. 1994                         | George Arthur Bloom        | MP4023     |
| 2          | 2         | Die Rückkehr 1                    | More than Meets the Eye - Part 2 | 18. Sep. 1984        | 7. Mai 1994                           | George Arthur Bloom        | MP4024     |
| 3          | 3         | Die letzte Schlacht 1             | More than Meets the Eye - Part 3 | 19. Sep. 1984        | 14. Mai 1994                          | George Arthur Bloom        | MP4025     |
| 4          | 4         | Die Weltraumbrücke 2              | Transport to Oblivion            | 6. Okt. 1984         | 19. Mai 1989                          | Dick Robbins & Bryce Malek | #700-01    |
| 5          | 5         | Die geheime Anti-Materie Formel 3 | Roll For It                      | 13. Okt. 1984        | 2. Juni 1989                          | George Arthur Bloom        | #700-02    |
| 6          | 6         | -                                 | Divide and Conquer               | 20. Okt. 1984        | -                                     | Donald F. Glut             | #700-03    |
| 7          | 7         | -                                 | Fire in the Sky                  | 27. Okt. 1984        | -                                     | Douglas Booth              | #700-04    |
| 8          | 8         | Die Dinobots 1                    | S.O.S. Dinobots                  | 27. Okt. 1984        | 21. Mai 1994                          | Donald F. Glut             | #700-05    |
| 9          | 9         | -                                 | The Ultimate Doom - Part 1       | 3. Nov. 1984         | -                                     | Larry Strauss              | #700-08    |
| 10         | 10        | -                                 | The Ultimate Doom - Part 2       | 10. Nov. 1984        | -                                     | Earl Kress                 | #700-09    |
| 11         | 11        | -                                 | The Ultimate Doom - Part 3       | 17. Nov. 1984        | -                                     | Leo D. Paur                | #700-10    |
| 12         | 12        | Krieg der Dinobots 1              | War of the Dinobots              | 24. Nov. 1984        | 30. Juli 1994                         | Donald F. Glut             | #700-07    |
| 13         | 13        | -                                 | Countdown to Extinction          | 1. Dez. 1984         | -                                     | Reed Robbins & Peter Salas | #700-11    |
| 14         | 14        | Der Zweikampf 1                   | Heavy Metal War                  | 15. Dez. 1984        | 28. Mai 1994                          | Donald F. Glut             | #700-13    |
| 15         | 15        | -                                 | Fire on the Mountain             | 22. Dez. 1984        | -                                     | Douglas Booth              | #700-06    |
| 16         | 16        | -                                 | A Plague of Insecticons          | 29. Dez. 1984        | -                                     | Douglas Booth              | #700-12    |

## Staffel 2
| Nr. (ges.) | Nr. (St.) | Deutscher Titel                               | Originaltitel                                | Erstausstrahlung USA | Deutschsprachige Erstausstrahlung (D) | Drehbuch                            | Prod. Code |
| ---------- | --------- | --------------------------------------------- | -------------------------------------------- | -------------------- | ------------------------------------- | ----------------------------------- | ---------- |
| 17         | 1         | -                                             | Autobot Spike                                | 23. Sep. 1985        | -                                     | Donald F. Glut                      | #700-16    |
| 18         | 2         | -                                             | The Immobilizer                              | 24. Sep. 1985        | -                                     | Earl Kress                          | #700-21    |
| 19         | 3         | Die Insel der Dinobots, Teil 1 1              | Dinobot Island - Part 1                      | 25. Sep. 1985        | 18. Juni 1994                         | Donald F. Glut                      | #700-29    |
| 20         | 4         | Die Insel der Dinobots, Teil 2 1              | Dinobot Island - Part 2                      | 26. Sep. 1985        | 25. Juni 1994                         | Donald F. Glut                      | #700-30    |
| 21         | 5         | -                                             | Traitor                                      | 27. Sep. 1985        | -                                     | George Hampton & Mike Moore         | #700-20    |
| 22         | 6         | -                                             | Enter the Nightbird                          | 30. Sep. 1985        | -                                     | Sylvia Wilson & Richard Milton      | #700-25    |
| 23         | 7         | -                                             | Changing Gears                               | 1. Okt. 1985         | -                                     | Larry Parr                          | #700-17    |
| 24         | 8         | -                                             | A Prime Problem                              | 2. Okt. 1985         | -                                     | Dick Robbins & Bryce Malek          | #700-26    |
| 25         | 9         | Die Unterwasserstadt 1                        | Atlantis, Arise!                             | 3. Okt. 1985         | 6. Aug. 1994                          | Douglas Booth                       | #700-23    |
| 26         | 10        | -                                             | Attack of the Autobots                       | 4. Okt. 1985         | -                                     | David Wise                          | #700-19    |
| 27         | 11        | -                                             | Microbots                                    | 7. Okt. 1985         | -                                     | David Wise                          | #700-33    |
| 28         | 12        | Der Energieturm 1                             | The Master Builder                           | 8. Okt. 1985         | 2. Juli 1994                          | David N. Gottlieb & Herb Engelhardt | #700-31    |
| 29         | 13        | -                                             | The Insecticon Syndrome                      | 9. Okt. 1985         | -                                     | Douglas Booth                       | #700-28    |
| 30         | 14        | -                                             | Day of the Machines                          | 10. Okt. 1985        | -                                     | David Wise                          | #700-24    |
| 31         | 15        | -                                             | Megatron's Master Plan - Part 1              | 14. Okt. 1985        | -                                     | Donald F. Glut                      | #700-34    |
| 32         | 16        | -                                             | Megatron's Master Plan - Part 2              | 15. Okt. 1985        | -                                     | Donald F. Glut                      | #700-35    |
| 33         | 17        | Wahre Freunde 1                               | Auto Berserk                                 | 16. Okt. 1985        | 13. Aug. 1994                         | Antoni Zalewski                     | #700-32    |
| 34         | 18        | -                                             | City of Steel                                | 17. Okt. 1985        | -                                     | Douglas Booth                       | #700-18    |
| 35         | 19        | -                                             | Desertion of the Dinobots - Part 1           | 21. Okt. 1985        | -                                     | Earl Kress                          | #700-36    |
| 36         | 20        | -                                             | Desertion of the Dinobots - Part 2           | 22. Okt. 1985        | -                                     | Earl Kress                          | #700-37    |
| 37         | 21        | -                                             | Blaster Blues                                | 23. Okt. 1985        | -                                     | Larry Strauss                       | #700-38    |
| 38         | 22        | Sprung in die Vergangenheit 1                 | A Decepticon Raider in King Arthur's Court 8 | 24. Okt. 1985        | 9. Juli 1994                          | Douglas Booth                       | #700-39    |
| 39         | 23        | -                                             | The God Gambit                               | 28. Okt. 1985        | -                                     | Buzz Dixon                          | #700-41    |
| 40         | 24        | Erde in Gefahr 1                              | The Core                                     | 29. Okt. 1985        | 11. Juni 1994                         | Dennis Marks                        | #700-27    |
| 41         | 25        | -                                             | Make Tracks                                  | 30. Okt. 1985        | -                                     | David Wise                          | #700-42    |
| 42         | 26        | Wer ist der schnellste Autobot? 4             | The Autobot Run                              | 31. Okt. 1985        | 9. Juni 1989                          | Donald F. Glut                      | #700-22    |
| 43         | 27        | Die goldene Lagune 1                          | The Golden Lagoon                            | 4. Nov. 1985         | 16. Juli 1994                         | Dennis Marks                        | #700-40    |
| 44         | 28        | -                                             | Quest for Survival                           | 5. Nov. 1985         | -                                     | Reed Robbins & Peter Salas          | #700-44    |
| 45         | 29        | -                                             | The Secret of Omega Supreme                  | 6. Nov. 1985         | -                                     | David Wise                          | #700-45    |
| 46         | 30        | -                                             | Child's Play                                 | 7. Nov. 1985         | -                                     | Beth Bornstein                      | #700-43    |
| 47         | 31        | -                                             | The Gambler                                  | 11. Nov. 1985        | -                                     | Michael Charles Hill                | #700-46    |
| 48         | 32        | -                                             | The Search for Alpha Trion                   | 12. Nov. 1985        | -                                     | Beth Bornstein                      | #700-52    |
| 49         | 33        | Gefährliche Hypnosekräfte                     | Auto-Bop                                     | 13. Nov. 1985        | 16. Juni 1989                         | David Wise                          | #700-51    |
| 50         | 34        | Jagd auf Prime 1                              | Prime Target                                 | 14. Nov. 1985        | 23. Juli 1994                         | Flint Dille & Buzz Dixon            | #700-50    |
| 51         | 35        | Das Mädchen, das sich in Powerglide verliebte | The Girl Who Loved Powerglide                | 18. Nov. 1985        | 23. Juni 1989                         | David Wise                          | #700-53    |
| 52         | 36        | Der Aufstand 1                                | Triple Takeover                              | 19. Nov. 1985        | 27. Aug. 1994                         | Larry Strauss                       | #700-49    |
| 53         | 37        | -                                             | Sea Change                                   | 20. Nov. 1985        | -                                     | Douglas Booth                       | #700-48    |
| 54         | 38        | Hoist geht zum Film                           | Hoist Goes Hollywood                         | 21. Nov. 1985        | 30. Juni 1989                         | Earl Kress                          | #700-54    |
| 55         | 39        | -                                             | The Key to Vector Sigma - Part 1             | 25. Nov. 1985        | -                                     | David Wise                          | #700-55    |
| 56         | 40        | -                                             | The Key to Vector Sigma - Part 2             | 26. Nov. 1985        | -                                     | David Wise                          | #700-56    |
| 57         | 41        | Perfekte Tarnung 1                            | Masquerade                                   | 16. Dez. 1985        | 17. Sep. 1994                         | Donald F. Glut                      | #700-63    |
| 58         | 42        | -                                             | Trans-Europe Express                         | 23. Dez. 1985        | -                                     | David Wise                          | #700-59    |
| 59         | 43        | -                                             | War Dawn                                     | 25. Dez. 1985        | -                                     | David Wise                          | #700-58    |
| 60         | 44        | -                                             | Cosmic Rust                                  | 26. Dez. 1985        | -                                     | Paul Davids                         | #700-60    |
| 61         | 45        | Elektro-Schock 1                              | Kremzeek!                                    | 27. Dez. 1985        | 20. Aug. 1994                         | David Wise                          | #700-47    |
| 62         | 46        | Starscreams großer Kampf 1                    | Starscream's Brigade                         | 7. Jan. 1986         | 3. Sep. 1994                          | Michael Charles Hill                | #700-61    |
| 63         | 47        | Bruticus Rache 1                              | The Revenge of Bruticus                      | 8. Jan. 1986         | 10. Sep. 1994                         | Larry Strauss                       | #700-62    |
| 64         | 48        | -                                             | B.O.T.                                       | 9. Jan. 1986         | -                                     | Earl Kress                          | #700-64    |
| 65         | 49        | -                                             | Aerial Assault                               | 10. Jan. 1986        | -                                     | Douglas Booth                       | #700-57    |

## Staffel 3
| Nr. (ges.) | Nr. (St.) | Deutscher Titel                           | Originaltitel                        | Erstausstrahlung USA | Deutschsprachige Erstausstrahlung (D) | Drehbuch                                    | Prod. Code |
| ---------- | --------- | ----------------------------------------- | ------------------------------------ | -------------------- | ------------------------------------- | ------------------------------------------- | ---------- |
| 66         | 1         | Die fünf Gesichter der Finsternis, Teil 1 | Five Faces of Darkness - Part 1      | 15. Sep. 1986        | 26. Juni 1990                         | Flint Dille                                 | #700-86    |
| 67         | 2         | Die fünf Gesichter der Finsternis, Teil 2 | Five Faces of Darkness - Part 2      | 16. Sep. 1986        | 27. Juni 1990                         | Flint Dille                                 | #700-87    |
| 68         | 3         | Die fünf Gesichter der Finsternis, Teil 3 | Five Faces of Darkness - Part 3      | 17. Sep. 1986        | 28. Juni 1990                         | Flint Dille                                 | #700-88    |
| 69         | 4         | Die fünf Gesichter der Finsternis, Teil 4 | Five Faces of Darkness - Part 4      | 18. Sep. 1986        | 29. Juni 1990                         | Flint Dille                                 | #700-89    |
| 70         | 5         | Die fünf Gesichter der Finsternis, Teil 5 | Five Faces of Darkness - Part 5      | 19. Sep. 1986        | 2. Juli 1990                          | Flint Dille                                 | #700-90    |
| 71         | 6         | Der Sog des schwarzen Loches              | The Killing Jar                      | 29. Sep. 1986        | 14. Juli 1989                         | Michael Charles Hill & Joey Kurihara Piedra | #700-91    |
| 72         | 7         | Tödliche Kristalle                        | Chaos                                | 30. Sep. 1986        | 17. Nov. 1990                         | Paul Davids                                 | #700-92    |
| 73         | 8         | Erwachen im Dunkel                        | Dark Awakening                       | 1. Okt. 1986         | 27. Okt. 1989                         | Antoni Zalewski                             | #700-93    |
| 74         | 9         | Der Geist von Starscream                  | Starscream's Ghost                   | 2. Okt. 1986         | 10. Nov. 1989                         | Megeen McLaughlin                           | #700-95    |
| 75         | 10        | Wie ein Dieb in der Nacht                 | Thief in the Night                   | 6. Okt. 1986         | 24. Nov. 1989                         | Paul Davids                                 | #700-96    |
| 76         | 11        | Die Ewigkeit dauert lange                 | Forever is a Long Time Coming        | 8. Okt. 1986         | 3. Nov. 1989                          | Gerry Conway & Carla Conway                 | #700-94    |
| 77         | 12        | Die Geburtstagsparty                      | Surprise Party                       | 9. Okt. 1986         | 1. Dez. 1989                          | Steve Mitchell & Barbara Petty              | #700-97    |
| 78         | 13        | Der rote Zauberer                         | Madman's Paradise                    | 13. Okt. 1986        | 8. Dez. 1989                          | Craig Rand                                  | #700-98    |
| 79         | 14        | Das Gemetzel in C-Moll                    | Carnage in C-Minor                   | 14. Okt. 1986        | 29. Dez. 1989                         | Buzz Dixon                                  | #700-102   |
| 80         | 15        | Wenn du nicht kämpfst, wirst du sterben 5 | Fight or Flee                        | 15. Okt. 1986        | 26. Jan. 1990                         | Tony Cinciripini & Larry Leahy              | #700-106   |
| 81         | 16        | Galvatron dreht durch                     | Webworld                             | 20. Okt. 1986        | 22. Dez. 1989                         | Len Wein & Diane Duane                      | #700-101   |
| 82         | 17        | Der Geist im Roboter 6                    | Ghost in the Machine                 | 21. Okt. 1986        | 15. Dez. 1989                         | Michael Charles Hill & Joey Kurihara Piedra | #700-100   |
| 83         | 18        | Der Moloch der Tiefe                      | The Dweller in the Depths            | 30. Okt. 1986        | 4. Juli 1990                          | Paul Dini                                   | #700-107   |
| 84         | 19        | Der Alptraum Planet                       | Nightmare Planet                     | 31. Okt. 1986        | 7. Apr. 1989                          | Beth Bornstein                              | #700-99    |
| 85         | 20        | Das Transformationsmodul 7                | The Ultimate Weapon                  | 10. Nov. 1986        | 12. Jan. 1990                         | Arthur Byron Cover                          | #700-104   |
| 86         | 21        | Das Geheimnis der Quintessons             | The Quintesson Journal               | 11. Nov. 1986        | 5. Jan. 1990                          | Richard Merwin                              | #700-103   |
| 87         | 22        | Das Hyperprogramm                         | The Big Broadcast of 2006            | 12. Nov. 1986        | 19. Jan. 1990                         | Michael Reaves                              | #700-105   |
| 88         | 23        | Nur ein Mensch                            | Only Human                           | 13. Nov. 1986        | 5. Juli 1990                          | Susan K. Williams                           | #700-108   |
| 89         | 24        | Grimlocks neues Gehirn                    | Grimlock's New Brain                 | 14. Nov. 1986        | 6. Juli 1990                          | Paul Davids                                 | #700-110   |
| 90         | 25        | Das liebe Geld                            | Money Is Everything                  | 17. Nov. 1986        | 3. Juli 1990                          | Gerry Conway & Carla Conway                 | #700-109   |
| 91         | 26        | Das geheimnisvolle Orakel                 | Call of the Primitives               | 18. Nov. 1986        | 15. Feb. 1992                         | Donald F. Glut                              | #700-112   |
| 92         | 27        | Die Last der Verantwortung                | The Burden Hardest to Bear           | 19. Nov. 1986        | 29. Feb. 1992                         | Michael Charles Hill                        | #700-114   |
| 93         | 28        | Nijika, die Himmelstänzerin               | The Face of the Nijika               | 20. Nov. 1986        | 22. Feb. 1992                         | Mary Skrenes & Steve Skeates                | #700-113   |
| 94         | 29        | Die Rückkehr von Optimus Prime, Teil 1    | The Return of Optimus Prime - Part 1 | 24. Nov. 1986        | 14. Apr. 1989                         | Marv Wolfman & Cherie Wilkerson             | #700-115   |
| 95         | 30        | Die Rückkehr von Optimus Prime, Teil 2    | The Return of Optimus Prime - Part 2 | 25. Nov. 1986        | 21. Apr. 1989                         | Marv Wolfman & Cherie Wilkerson             | #700-116   |

## Staffel 4
| Nr. (ges.) | Nr. (St.) | Deutscher Titel          | Originaltitel        | Erstausstrahlung USA | Deutschsprachige Erstausstrahlung (D) | Drehbuch   | Prod. Code |
| ---------- | --------- | ------------------------ | -------------------- | -------------------- | ------------------------------------- | ---------- | ---------- |
| 96         | 1         | Die Wiedergeburt, Teil 1 | The Rebirth - Part 1 | 9. Nov. 1987         | 28. Apr. 1989                         | David Wise | #6701-01   |
| 97         | 2         | Die Wiedergeburt, Teil 2 | The Rebirth - Part 2 | 10. Nov. 1987        | 5. Mai 1989                           | David Wise | #6701-02   |
| 98         | 3         | Die Wiedergeburt, Teil 3 | The Rebirth - Part 3 | 11. Nov. 1987        | 12. Mai 1989                          | David Wise | #6701-03   |